# Sarcophaga beninella
Sarcophaga beninella är en tvåvingeart som först beskrevs av Andy Z. Lehrer 2003.  Sarcophaga beninella ingår i släktet Sarcophaga och familjen köttflugor.
Artens utbredningsområde är Benin. Inga underarter finns listade i Catalogue of Life.